# Đánh tạt sườn

Cánh B7 của quân B di chuyển sang bên sườn quân C và tấn công.

Đánh tạt sườn hay Tấn công cánh là một chiến thuật quân sự. Với chiến thuật này, một đạo quân cơ động sẽ nhanh chóng di chuyển sang một cánh (phải hoặc trái của quân đối phương) nhằm đạt được một vị trí thuận lợi hơn kẻ thù. Điều này tạo lợi thế chiến đấu vì sức mạnh tấn công của một lực lượng quân sự thường tập trung ở phía chính diện. Do đó, để dễ dàng phá vỡ một lực lượng chiến đấu như thế, tấn công cánh là cách hiệu quả, vì bên cánh so với mặt chính diện quân đối phương khó có thể tập trung phòng ngự.
Đánh tạt sườn cũng xảy ra ở cấp độ chiến lược của chiến tranh.

## Các cách thức và trường hợp lịch sử
"Tấn công cánh đơn": quân cơ động sẽ dồn ép đối phương của mình từ một phía. Điển hình là Trận Pharsalus.
"Tấn công cánh đôi": đây là cách hiệu quả hơn, nhưng thường đòi hỏi phải có ưu thế quân số nhất định, như vậy mới đủ sức tấn công. Chỉ huy quân sự yêu thích của kiểu tấn công này là Napoleon. Hai cánh kị binh sẽ ép quân đối phương ở hai bên, khiến đội hình quân địch bị dồn lại, tiếp theo sau pháo binh Pháp sẽ bắn trực diện vào chính giữa.
Một ví dụ khác của "tấn công cánh đôi" là chiến thắng của Hannibal đối với quân đội La Mã trong trận Cannae; chiến thắng của Khalid ibn al-Walid trước quân Đế quốc Ba Tư trong Trận Walaja.
Không chỉ sử dụng trong chiến tranh trên bộ, "tấn công cánh" cũng áp dụng trong các trận hải chiến. Một ví dụ nổi tiếng về điều này là Trận Salamis, các lực lượng hải quân của Hy Lạp đã đánh bại hải quân Ba Tư trong một chiến thắng quyết định.
Trong Trận chiến nước Pháp, lực lượng tank của Đức đã đánh vào Bỉ một quốc gia trung lập, rồi từ đó tạt sườn tuyến phòng thủ Maginot của Pháp. Đây là trận chiến điển hình của đánh tạt sườn ở cấp độ chiến lược trong chiến tranh hiện đại.

### Sách tiếng Anh
- David G. Gray (1991). Defense at Low Force Levels: The Effect of Force to Space Ratios on Conventional Combat Dynamics. Institute for Defense Analyses.